# 斎藤忠
斎藤 忠（さいとう ただし、1908年〈明治41年〉8月28日 - 2013年〈平成25年〉7月21日）は、日本の考古学者。

## 経歴
出生から修学期
1908年、北海道で生まれた。生後ほどなく仙台市に移り、幼少期を過ごした。1926年3月、宮城県仙台第二中学校を卒業し、同年4月に第二高等学校文科甲類入学。1929年4月、東京帝国大学文学部国史学科に入学。1932年、卒業論文『本邦古代に於ける葬制の研究』を提出して同大学を卒業。
考古学研究者として
1955年、学位論文『新羅文化の考古学的研究』を東京大学に提出して文学博士の学位を取得。1965年、東京大学教授に就いた。1970年からは大正大学教授として教鞭を執り、1983年に退任。その後は財団法人静岡県埋蔵文化財調査研究所長を務めた。

## 著書

### 単著
- 『朝鮮古代文化の研究』地人書館 1943
- 『日本古代社会の葬制』高桐書院 1947
- 『上代における大陸文化の影響』大八洲出版［大八洲史書］ 1947
- 『朝鮮仏教美術考』宝雲舎 1947
  - 『朝鮮仏教美術考』寳雲舎 1948
- 『考古学の研究法』吉川弘文館 1950
  - 改訂版 1959
- 『装飾古墳の研究』吉川弘文館 1952
- 『日本考古学図鑑』吉川弘文館 1955
  - 新訂版 1965
- 『日本古墳の研究』吉川弘文館 1961
- 『木内石亭』吉川弘文館(人物叢書) 1962
  - 新装版 1989
- 『日本の発掘』東京大学出版会［東大新書］ 1963
- 『古代の装身具』塙書房［塙選書］ 1963
- 『古墳文化と古代国家』至文堂(日本歴史新書) 1966
- 『日本の誕生 原始・古墳時代』(日本の歴史 1) ポプラ社 1968
- 『日本古代遺跡の研究 総説』吉川弘文館 1968
- 『日本の美術 1』小学館(ブック・オブ・ブックス) 1972
- 『新羅文化論攷』吉川弘文館 1973
- 『日本装飾古墳の研究』講談社 1973
- 『日本考古学史』吉川弘文館(日本歴史叢書 34) 1974
  - 新装版 1995
- 『日本の歴史文庫』1 講談社 1975
- 『図録東洋仏教遺跡：日本仏教文化の源流を訪ねて』吉川弘文館 1975
- 『古代史と考古学』吉川弘文館 1976
- 『日本古代遺跡の研究 論考編』吉川弘文館 1976
- 『図録東西文化交流史跡』吉川弘文館 1978
- 『日本人はどこから来たか』講談社学術文庫 1979
- 『古墳の視点』学生社 1980
- 『考古学と現代』日本評論社(日評選書) 1980
- 『年表でみる日本の発掘・発見史』日本放送出版協会(NHKブックス) 1980-1982

1. 1巻 1980
2. 2巻 1982

- 『考古学への道』学生社 1980
- 『古代朝鮮文化と日本』東京大学出版会(UP選書) 1981
- 『日本の発掘増補版』東京大学出版会(UP選書) 1982
- 『日本考古学概論』吉川弘文館 1982
- 『古代の遺跡 写真集』学生社 1983
- 『装飾古墳・図文からみた日本と大陸文化』日本書籍 1983
- 『歴訪世界の博物館』六興出版(ロッコウブックス) 1984
- 『日本考古学史辞典』東京堂出版 1984
- 『考古学史の人びと』第一書房 1985
- 『東アジア葬・墓制の研究』第一書房 1987
- 『日本考古学研究』学生社 1988-1990

1. 1巻 1988年
2. 2巻 1989年
3. 3巻 1990年

- 『日本考古学用語辞典』学生社 1992
  - 軽装版 1998
  - 改訂新版 2004
- 『日本考古学史年表』学生社 1993
- 『北朝鮮考古学の新発見』雄山閣出版 1996
- 『日本考古学文献総覧』学生社 1997
- 『遺跡：今と昔 写真集』学生社 1997
- 『中国天台山諸寺院の研究：日本僧侶の足跡を訪ねて』第一書房 1998
- 『中国五台山竹林寺の研究：円仁（慈覚大師）の足跡を訪ねて』第一書房 1998
- 『古代遺跡の考古学者』学生社 2000
- 『郷土の好古家・考古学者たち』東日本編 雄山閣出版 2000
- 『郷土の好古家・考古学者たち』西日本編 雄山閣出版 2000
- 『日本考古学の百年』東京新聞出版局 2001
- 『日本考古学史年表軽装版』学生社 2001
- 『仏塔の研究：アジア仏教文化の系譜をたどる』第一書房 2002
- 『考古学とともに七十五年：斎藤忠自伝』学生社 2002
- 『日本考古学用語小辞典』学生社 2003
- 『幢竿支柱の研究』第一書房(アジアの特殊仏教石造文化財の系譜 1) 2003
- 『六地蔵幢の研究』第一書房(アジアの特殊仏教石造文化財の系譜 2) 2004
- 『日本考古学人物事典』学生社 2006
- 『古都扶余と百済文化：2005年11月国立扶余博物館講演記念』第一書房(Academic series new Asia 46) 2006
- 『中国・韓国・北朝鮮の古跡への回想：漢詩の情感に触れつつ』第一書房［Academic series new Asia ; 47］ 2007
- 『古都慶州と新羅文化』第一書房(Academic series new Asia 49) 2007
- 『古都開城と高麗文化』第一書房(Academic series new Asia 53) 2007

著作集
- 『斎藤忠著作選集』 (全6巻) 雄山閣出版 1996-1998
- 『斎藤忠著作選集 続編』(全2巻) 雄山閣 2007-2008

共著
- 『小田原市久野諏訪の原古墳調査報告』小田原市 1953
- 『地下に歴史を掘る：日本の考古学100年』朝日新聞社 1978
- 『稲荷山古墳と埼玉古墳群』大塚初重共著 三一書房 1980
- 『那須国造碑・侍塚古墳の研究 出土品・関係文書』大和久震平共著 吉川弘文館 1986

### 編著
- 『日本古墳文化資料綜覧』(3分冊) 吉川弘文館 1952-1956
- 『信濃国分寺跡』上田市教育委員会 1967
- 『日本古代遺跡の研究 文献編』吉川弘文館 1971
- 『日本考古学の視点』日本書籍 1974
- 『日本考古学史資料集成』吉川弘文館 1979
- 『日本古墳文化資料綜覧 明治初年〜昭和26年』臨川書店 1982
- 『中世の考古学 遺跡発掘の新資料』名著出版 1983
- 『古代朝鮮・日本金石文資料集成』吉川弘文館 1983
- 『日本考古学論集』(全10巻) 吉川弘文館 1986-1987
- 『続日本古墳文化資料綜覧 昭和30年〜昭和55年』(全2巻) 臨川書店 1985-1988
- 『高麗寺院史料集成』大正大学綜合仏教研究所 1997
- 『書簡等からみた史学・考古学の先覚』雄山閣出版 1998

### 共編
- 『日本史図録』(全4巻) 児玉幸多・久野健共編 吉川弘文館 1960-1964
- 『日本横穴地名表 古墳化基礎資料』杉山博久共編 吉川弘文館 1983
- 『先史・古代の韓国と日本』江坂輝弥共編 築地書館 1988
- 『考古学から古典を読む』坂誥秀一共編 雄山閣出版(季刊考古学・別冊 4) 1993

### 監修
- 『江見水蔭『地底探検記』の世界』解説・研究編 中山清隆編、雄山閣出版 2001
- 『日本考古学を語る：捏造問題を乗り越えて』小林達雄ほか編 雄山閣(季刊考古学・別冊 11) 2003

### その他
- 坂誥秀一2008「先学との対談：斉藤忠先生の考古学を学ぶ」『先学に学ぶ日本考古学』雄山閣
- 「座談会 斎藤忠先生を囲んで (江戸時代の好古家たち：日本考古学の基礎をきづいた人々) 」『近世の好古家たち：光圀・君平・貞幹・種信』國學院大學日本文化研究所編、雄山閣 2008

## 参考・関連書籍
- 『考古学叢考』上中下巻 斎藤忠先生頌寿記念論文集刊行会編 吉川弘文館 1988
- 大正大学史學會（編）「斎藤忠先生略年譜」『鴨台史学』第12号、大正大学史學會、2014年、111-114頁、ISSN 1349-0893。